# عنکبوت پهلو نقره‌ای
عنکبوت پهلو نقره‌ای (نام علمی: Zygiella x-notata) نام یک گونه از تیره عنکبوت‌های گردباف است.